# Wojciech Nowicki (kierownik teatralny)
Wojciech Nowicki (ur. 11 października 1950 w Poznaniu) – polski kierownik teatralny i producent filmowy.

## Życiorys
W 1976 ukończył studia w Wyższym Zawodowym Studium Organizacji Produkcji Filmowej i Telewizyjnej PWSFTviT w Łodzi. Następnie pracował jako kierownik produkcji filmów w Przedsiębiorstwie Realizacji Filmów „Zespoły Filmowe” w Warszawie. W latach 1992–2017 był dyrektorem Teatru im. Stefana Jaracza w Łodzi, a w latach 2011–2015 Teatru Wielkiego w Łodzi. Wiceprezes Związku Pracodawców Unia Polskich Teatrów (od 2004) oraz Stowarzyszenia Przyjaciół Teatru im. Stefana Jaracza w Łodzi (do 2018).

## Filmografia
- 1975: „Niespotykanie spokojny człowiek” – współpraca produkcyjna,
- 1976: „Krótkie życie” – współpraca produkcyjna,
- 1977: „Lalka” – współpraca produkcyjna,
- 1978: „Rodzina Połanieckich” – kierownictwo produkcji II,
- 1980: „Kariera Nikodema Dyzmy” – kierownictwo produkcji II,
- 1981: „On, ona, oni” – kierownictwo produkcji,
- 1982: „Do góry nogami” – kierownictwo produkcji,
- 1983: „Marynia” – organizacja produkcji (przy serialu),
- 1983: „Adopcja” – kierownictwo produkcji,
- 1984: „W starym dworku, czyli niepodległość trójkątów” – kierownictwo produkcji,
- 1987: „Na srebrnym globie” – kierownictwo produkcji II (1976-78),
- 1988: „Pan Kleks w kosmosie” – kierownictwo produkcji[1].

## Ordery i odznaczenia
- Krzyż Oficerski Orderu Odrodzenia Polski (2013)
- Krzyż Kawalerski Orderu Odrodzenia Polski (1999)
- Medal Pro Publico Bono im. Sabiny Nowickiej (2007)[5]
- Odznaka tytułu honorowego „Zasłużony dla Kultury Narodowej” (2005)
- Odznaka „Zasłużony Działacz Kultury” (2003)
- Odznaka „Za Zasługi dla Miasta Łodzi” (1998)

## Nagrody i wyróżnienia
- Specjalna Złota Maska (2009)
- Nagroda Marszałka Województwa Łódzkiego (2013, 2018)[2]
- Nagroda Miasta Łodzi (2016)[1]